# Alessandro Rambaldini
Alessandro Rambaldini, né le 12 octobre 1980 à Gavardo, est un coureur de fond italien spécialisé en course en montagne. Il a remporté deux titres de champion du monde de course en montagne longue distance en 2016 et 2018.

## Biographie
Il débute la course à pied à 25 ans, d'abord en montagne, et obtient rapidement de bons résultats. Ces performances le poussent à s'entraîner davantage pour améliorer sa progression.
Il se met également à la course sur route en 2009. Il termine troisième et meilleur Italien du marathon de Brescia 2013, remportant le titre de champion régional de Brescia.
Il remporte le titre de champion du monde de course en montagne longue distance en battant son compatriote Marco De Gasperi. Ensemble et avec Fabio Ruga, ils permettent également à l'Italie de remporter le titre par équipe.
L'année suivante, à Premana, il termine quatrième des championnats du monde de course en montagne longue distance et remporte à nouveau la médaille d'or par équipes. Il remporte son second titre mondial en 2018 à Karpacz et en obtenant la médaille de bronze par équipes.

## Palmarès

### Route
| Année | Compétition                     | Lieu           | Place | Épreuve       | Performance     |
| ----- | ------------------------------- | -------------- | ----- | ------------- | --------------- |
| 2010  | Semi-marathon de Castel Rozzone | Castel Rozzone | 3e    | Semi-marathon | 1 h 10 min 18 s |
| 2013  | Marathon de Brescia             | Brescia        | 3e    | Marathon      | 2 h 32 min 37 s |

### Course en montagne
| no  | masculin           | Course                                                      | Longueur | Départ       | Temps           |
| --- | ------------------ | ----------------------------------------------------------- | -------- | ------------ | --------------- |
| 1re | Médaille d'or      | Trophée Nasego                                              | 17 km    | 18 mai 2008  | 1 h 18 min 46 s |
| 3e  | Médaille de bronze | Trophée Nasego                                              | 17 km    | 17 mai 2009  | 1 h 17 min 42 s |
| 3e  | Médaille de bronze | Trophée Nasego                                              | 17 km    | 16 mai 2010  | 1 h 15 min 25 s |
| 2e  | Médaille d'argent  | Trophée Nasego                                              | 17 km    | 15 mai 2011  | 1 h 15 min 18 s |
| 3e  | Médaille de bronze | Trophée Nasego                                              | 17 km    | 20 mai 2012  | 1 h 17 min 25 s |
| 3e  | Médaille de bronze | Trophée Nasego                                              | 17 km    | 19 mai 2013  | 1 h 16 min 27 s |
| 1re | Médaille d'or      | Championnats du monde de course en montagne longue distance | 42,2 km  | 18 juin 2016 | 3 h 44 min 52 s |
| 2e  | Médaille d'argent  | Sky del Canto                                               | 22 km    | 2 avril 2017 | 1 h 40 min 12 s |
| 4e  | 4e                 | Championnats du monde de course en montagne longue distance | 32 km    | 6 août 2017  | 3 h 24 min 51 s |
| 2e  | Médaille d'argent  | Sky del Canto                                               | 22 km    | 25 mars 2018 | 1 h 40 min 27 s |
| 1re | Médaille d'or      | Trophée Nasego                                              | 20,6 km  | 13 mai 2018  | 1 h 37 min 1 s  |
| 1re | Médaille d'or      | Championnats du monde de course en montagne longue distance | 36 km    | 24 juin 2018 | 2 h 39 min 18 s |

## Records
| Épreuve       | Performance     | Date              | Lieu     |
| ------------- | --------------- | ----------------- | -------- |
| 5 000 mètres  | 15 min 7 s 18   | 20 septembre 2018 | Salò     |
| 10 000 mètres | 31 min 34 s 50  | 30 avril 2011     | Chiari   |
| 10 kilomètres | 32 min 56 s     | 31 décembre 2010  | Bolzano  |
| 10 miles      | 54 min 50 s     | 1er août 2010     | Gargnano |
| Semi-marathon | 1 h 7 min 55 s  | 27 septembre 2015 | Bergame  |
| Marathon      | 2 h 28 min 34 s | 21 mars 2010      | Rome     |